# Walser
A walserek (a német Walliser szó módosulása, jelentése Wallis kantonból származó) egy germán eredetű népcsoport, amely a Monte Rosa körüli alpesi területeken él.
Az alemannok egy törzséből származnak, és a 8. század körül érkeztek Wallisba, majd a 12–13. században Olaszország, Svájc, Liechtenstein és Ausztria területén is megtelepedtek.

## Nyelv
A walser nyelv a délnémet dialektus egy változata, nagyon hasonlít a svájci német legarchaikusabb formájához.
Három ismert változata van: a titsch Gressoney-Saint-Jean-ban, a töitschu Issime-ben, és a  titzschu Alagna Valsesiában  és Rimella in Valsesiában.

## Földrajzi eloszlásuk

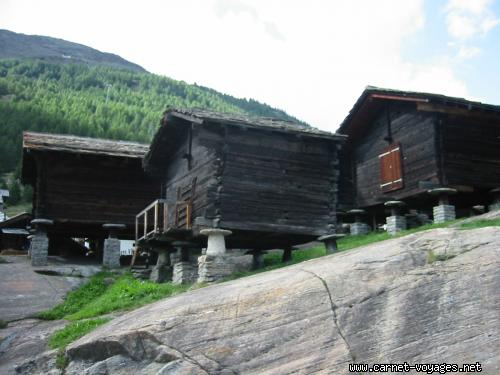
Walser házak

### Svájc
- Wallis kanton
  - Goms kerület
  - Binn
  - Zermatt-völgy
  - Saas-völgy
  - Lötschental
  - Simplon
- Ticino kanton
  - Bosco Gurin
- Grigioni kanton
  - Obersaxen
  - Valsertal
    - Vals
    - Sankt Martin

  - Safiental
    - Valendas
    - Versam
    - Tenna
    - Safien

  - Rheinwald
    - Medels
    - Nufenen
    - Splügen
    - Sufers
    - Hinterrhein
    - Avers

  - Schanfigg
    - Arosa
    - Langwies

  - Albula kerület
    - Mutten
    - Schmitten
    - Wiesen

  - Igis/Landquart
    - Davos
    - Klosters
    - Furna
    - Says
    - St. Antönien
    - Valzeina

### Olaszország

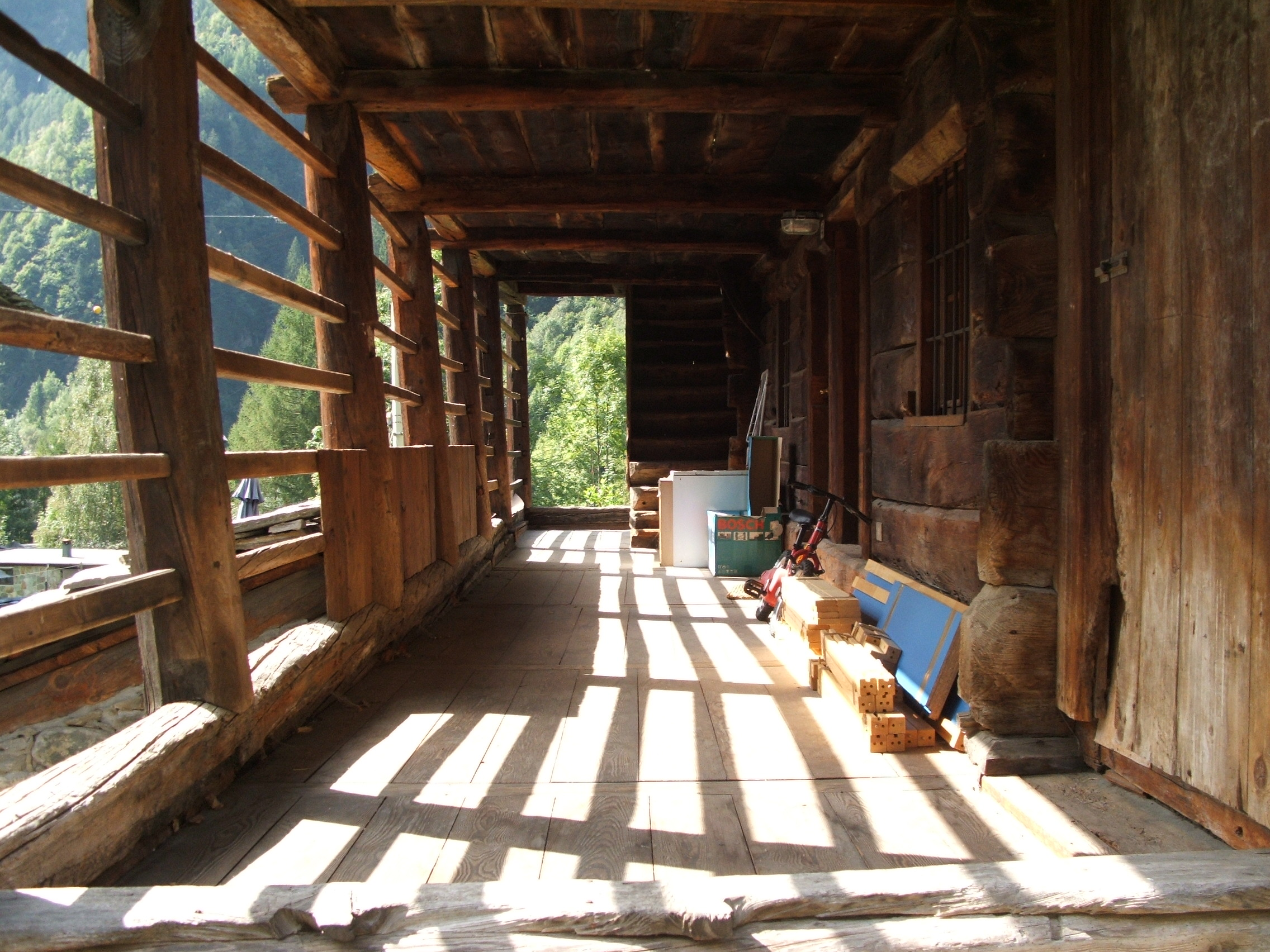
Walser ház Alagna Valsesiában

Walser kolóniák, ahol még beszélik a walser dialektust(Walsertitsch):
- Valle d’Aosta
  - Gressoney-La-Trinité
  - Gressoney-Saint-Jean
  - Issime
- Piemont
  - Macugnaga (Verbano-Cusio-Ossola megye)
  - Formazza (Verbano megye)
  - Valsesia
    - Alagna Valsesia (Vercelli megye)
    - Riva Valdobbia (Vercelli megye)
    - Rimella (Vercelli megye)

A walser nyelvet már nem használó walserek:
- Valle d’Aosta
  - a Val d’Ayas egyes részei
    - Saint-Jacques, helyi nevén Canton des allemands

  - Champdepraz egyes részei
    - Fussé
    - Gettaz-des-Allemands

  - Gaby
- Piemont
  - Premia (Verbano-Cusio-Ossola megye)
    - Salecchio
    - Agaro

  - Val d’Ossola;
    - Ornavasso (Verbano-Cusio-Ossola megye) és Migiandone (Ornavasso része)

  - Valle Strona (Verbano-Cusio-Ossola megye)
  - Campello Monti (Valstrona része)
  - Rima San Giuseppe (Vercelli megye)
  - Carcoforo (Vercelli  megye)

### Liechtenstein
Triesenberg területén él egy walser közösség.

### Ausztria
- Vorarlberg
  - Grosses Walsertal
    - Blons
    - Fontanella
    - Raggal
    - St. Gerold
    - Sonntag
    - Thüringerberg

  - Kleinwalsertal
    - Mittelberg

  - Brandnertal
    - Brand in Vorarlberg

  - Silbertal
    - Montafon

  - Reintal
    - Laterns

  - Tannberg
    - Schröcken
    - Lech am Arlberg
    - Warth
- Tirol
  - Galtür (Paznauntal) területén

### Németország
- Gerstruben (Allgäui-Alpok)

### Franciaország
Él egy walser kolónia Vallorcine területén Haute-Savoie megyében, de évszázadok óta nem beszélik a nyelvet.

## Külső hivatkozások
- Walseritaliani.it
- A nemzetközi walser egyesület (Wir Walser